# Raza de animal doméstico

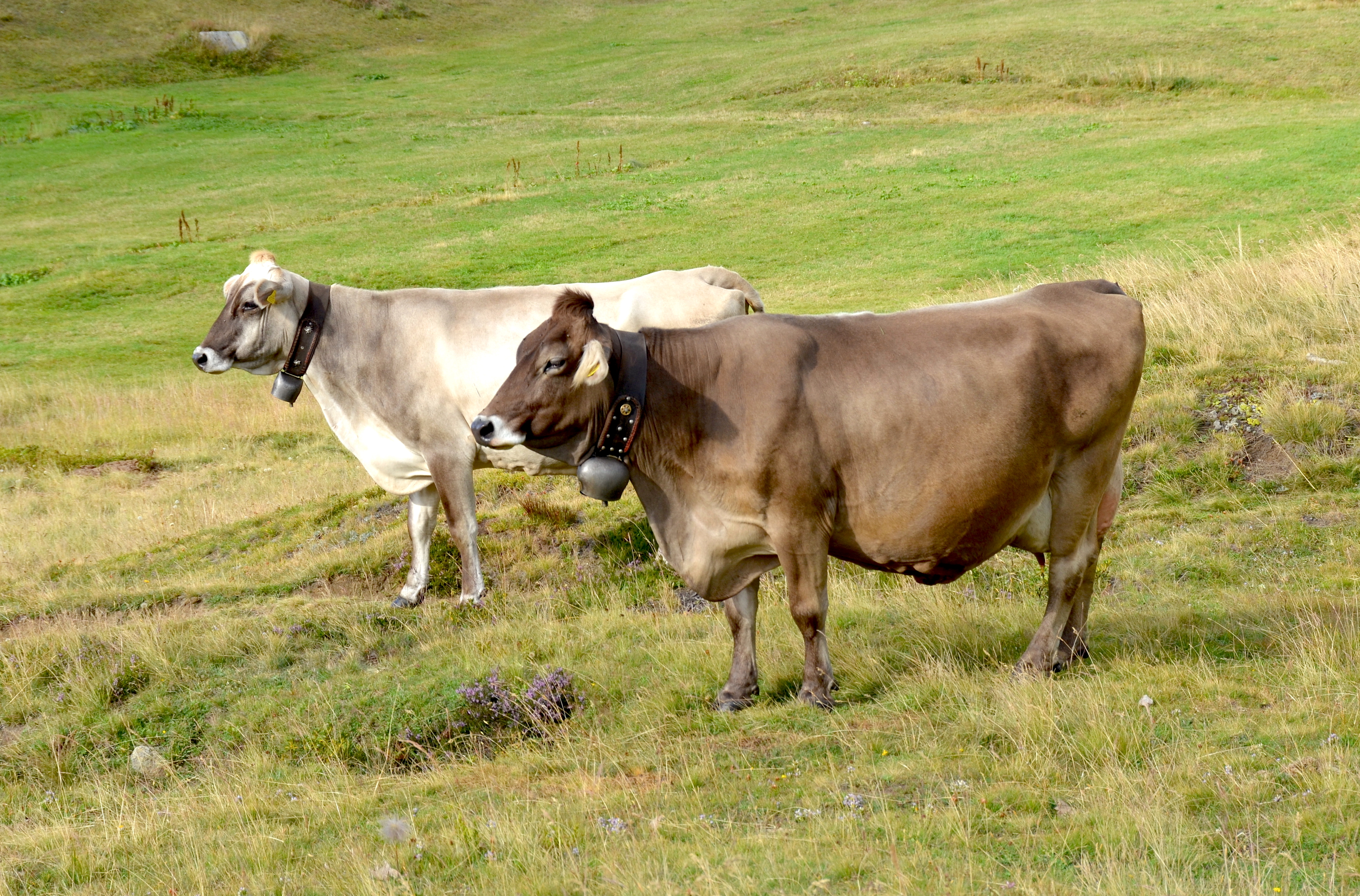
Braunvieh o Parda alpina, una raza de vaca lechera con gran volumen de producción lechera y poco contenido de grasa de leche.

Una raza de animales domésticos es un grupo de animales domésticos  que tienen apariencia homogénea (fenotipo), comportamiento homogéneo y/u otras características que la distinguen de otros organismos de la misma especie. En la literatura, existen varias definiciones ligeramente diferentes. Las razas se forman a través del aislamiento genético y la adaptación natural al medio ambiente o la cría selectiva, o una combinación de los dos. A pesar de la centralidad de la idea de "razas" para la cría de animales y la agricultura, no existe una definición única y científicamente aceptada del término. Se demostró por medios teóricos de conjuntos que para el término engendrar se puede dar un número infinito de definiciones diferentes, que más o menos cumplen con los requisitos comunes que se encuentran en la literatura. Por lo tanto, una raza no es una clasificación objetiva o biológicamente verificable, sino un término artístico entre grupos de criadores que comparten un consenso sobre qué cualidades hacen que algunos miembros de una determinada especie sean miembros de un subconjunto identificable.
Otro punto de vista es que una raza es lo suficientemente consistente en tipo como para agruparse lógicamente y cuando se aparean dentro del grupo producen el mismo tipo. Cuando se crían juntos, los individuos de la misma raza transmiten estos rasgos predecibles a su descendencia, y esta capacidad, conocida como "reproducción verdadera", es un requisito para una raza. Las razas de plantas se conocen más comúnmente como cultivares. La descendencia producida como resultado de la cría de animales de una raza con otros animales de otra raza se conoce como cruces o razas mixtas. Cruces entre variantes animales o vegetales por encima del nivel de raza / cultivo (es decir, entre especies, subespecies, variedad botánica, incluso géneros diferentes) se conocen como híbridos.

## Reproducción: selección por criadores
El criador (o grupo de criadores) que inicialmente establece una raza lo hace seleccionando animales individuales dentro de un acervo genético que consideran que tienen las cualidades necesarias para mejorar el modelo de raza al que apuntan. Estos animales se conocen como ganado de base. Además, el criador empareja los representantes más deseables de la raza desde su punto de vista, con el objetivo de transmitir tales características a su progenie. Este proceso se conoce como cría selectiva. Una descripción escrita de los representantes de la raza deseables e indeseables se conoce como estándar de raza.

## Características de la raza
Las características específicas de la raza, también conocidas como rasgos de raza, se heredan, y los animales de raza pura transmiten dichos rasgos de generación en generación. Por lo tanto, todos los especímenes de la misma raza tienen varias características genéticas de los animales fundadores originales. Para mantener la raza, un criador seleccionaría aquellos animales con los rasgos más deseables para lograr un mayor mantenimiento y desarrollo de dichos rasgos. Al mismo tiempo, la raza evitaría animales portadores de características indeseables o no típicas de la raza, incluyendo fallas o defectos genéticos. La población dentro de la misma raza debe constar de un número suficiente de animales para mantener la raza dentro de los parámetros especificados sin la necesidad de la endogamia forzada.
Las razas de animales domésticos suelen diferir de un país a otro. Las razas originarias de un determinado país se conocen como "razas autóctonas" de ese país.
La palabra "raza" se refiere principalmente a las especies domesticadas (consulte la sección Raza y biología a continuación). Se refiere a poblaciones individualizadas de la misma especie que tienen caracteres morfológicos y fisiológicos hereditarios distintos de otras poblaciones, es decir que tienen un genotipo medio individualizado que el hombre ha buscado mantener a veces durante mucho tiempo, pero que puede evolucionar con fines económicos o motivos de moda.
Los términos raza pura o raza fija muchas veces no corresponden a una realidad objetiva dada la historia de las razas, y la selección a la que están sujetas. El llamado caballo de pura sangre inglés, por ejemplo, proviene del cruce de yeguas británicas y sementales de púas, originarios del Magreb, así como probablemente de pura sangre árabe. Sin embargo, estos términos pueden tomarse con un significado relativo, y existen razas homogéneas y antiguas.

## Raza y genética
La redacción de las leyes de la herencia a partir del trabajo de Gregor Mendel permite vincular una determinada raza a un genotipo particular.
Para entender completamente este vínculo, es importante distinguir entre dos conceptos:
- rasgos observables (el fenotipo del individuo);
- la información que lleva el genoma (el genotipo del individuo).

Es la interacción del genotipo y el ambiente lo que determina el fenotipo.
En algunos casos sencillos, los genes se expresan de forma visible, como los guisantes estudiados por Mendel, que pueden ser lisos o rugosos, o las moscas de la fruta (moscas estudiadas por Morgan, premio Nobel en 1933), cuyos ojos pueden ser rojos o blancos, dependiendo de un gen específico. En estos dos casos, por lo tanto, podemos definir claramente las razas (el término variedad se usa con más frecuencia en el caso de las plantas):
- variedades de guisantes lisos y variedades de guisantes arrugados;
- variedades de guisantes verdes y variedades de guisantes amarillos;
- raza de mosca de la fruta de ojos rojos y raza de mosca de la fruta de ojos blancos.

Un individuo puede tener varios caracteres. Así, un guisante amarillo rugoso no pertenece a varias razas sino que define una nueva variedad: la de los guisantes amarillos rugosos que pueden fijarse en forma homocigótica.
Por otro lado, no todos los caracteres son visibles, algunos son bioquímicos (como la capacidad de oler una determinada molécula, el grupo sanguíneo, etc.), y por otro lado un individuo de una especie (planta o animal) tiene un gran número de genes, tantas posibilidades para definir razas.
Para las especies animales utilizadas en la cría, o las especies vegetales cultivadas con fines alimentarios, industriales u ornamentales, la presión de selección ejercida por los humanos conduce a una mayor homogeneidad (en cuanto con los genes que rigen los fenotipos buscados) de la población, y correlativamente a un empobrecimiento de la diversidad genética, que debilita a esta población frente a ataques de cualquier tipo, como las enfermedades. Los requisitos comerciales conducen a la definición de muchos estándares de razas o variedades correspondientes a diversas necesidades; así, los animales o plantas que no correspondan al estándar de una raza (o variedad) no participan en la reproducción.
Los microorganismos utilizados en la industria también han sido objeto, durante mucho tiempo, de selecciones similares (por ejemplo, la levadura de cerveza, Saccharomyces cerevisiae).
Recientemente, la ingeniería genética ha hecho posible modificar los genes de una especie para crear especies modificadas genéticamente o transgénicas, cuyas nuevas propiedades satisfacen las necesidades de quienes las explotan.

## Raza y biología
En la clasificación de los seres vivos, la especie (es decir, un conjunto de individuos generalmente interfértiles) es la última subdivisión (o taxón) unánimemente aceptada. Más allá de eso, hablamos de subespecies o población para animales silvestres, variedad o población para plantas silvestres, raza para animales domésticos y cultivar para plantas domesticadas. Estos términos se basan en criterios de distribución geográfica (subespecies de lobos, razas locales de animales domésticos), parecido morfológico, especialización ecológica (animales salvajes) o usos para animales domésticos (razas de carne o razas lecheras). Aparte de las especies domésticas, los biólogos actuales usan muy poco del término raza para las subdivisiones por debajo del nivel de especie.: Preámbulo, par. 8 
Por lo tanto, la noción de raza (en francés) se utiliza principalmente en el contexto de la selección humana de animales domésticos. Entre las especies que existen en la naturaleza y en el estado doméstico (lobo / perro , jabalí / cerdo , gallo dorado / gallina doméstica), el animal doméstico se considera a veces como una especie distinta, sin embargo, se tiende a clasificarlo como una subespecie de las especies salvajes: el perro pasando de canis familiaris a Canis lupus familiaris. Según esta clasificación, todas las razas de perros de todos los tamaños y de todo el mundo se ponen al mismo nivel que una subespecie geográfica como el lobo ártico:Canis lupus arctos.
Por el contrario, algunas razas de animales domésticos pueden descender de varias subespecies, como el cebú africano descendiente del cebú indio y la carne de vacuno, o incluso de varias especies, como ciertas razas de cerdo descendientes de Sus scrofa y Sus celebensis.
En plantas, se utilizan los términos variedades cultivadas o cultivares.

Si se desea tener un mayor número de rangos de taxones, su nombre se forma agregando el prefijo “sous-” (“sub-”) a los nombres de los rangos principales o secundarios. Por lo tanto, una planta puede clasificarse en taxones en los siguientes rangos (en orden descendente): regnum, subregnum, divisio o phylum, subdivisio o subphylum, classis, subclassis, ordo, subordo, familia, subfamilia, tribus, subtribus, genus, subgenus, sectio, subsectio, serie, subserie, especie, subespecie, varietas, subvarietas, forma, subforma.

Este extracto del Código Internacional de Nomenclatura Botánica muestra claramente la complejidad y progresividad de las categorizaciones necesarias en biología. Si bien la mayoría de los especialistas están de acuerdo a nivel de especie, si una población que muestra caracteres particulares debe ser una subespecie, una variedad o una forma es a menudo objeto de debate. Los individuos de una subespecie permaneciendo siempre interfértiles, a menudo se observan dentro de una especie poblaciones en proceso de aislamiento, a veces presentando diferencias morfológicas, a veces diferencias ecológicas (ecotipos) sin correlación necesaria con su estado de diferenciación genética.
Estas subdivisiones son, por lo tanto, bastante peligrosas y complejas; no es raro verlos cuestionados según la mayor o menor importancia que se dé a un carácter discriminador. Además, dado que la interfertilidad permite el cruzamiento entre dos subespecies, la elección de clasificar a un individuo en tal o cual grupo puede ser totalmente arbitraria. Por lo tanto, solo pueden definirse sin ambigüedad en caso de aislamiento perfecto de las dos subespecies: geográficamente, por ejemplo. Esto explica las reticencias de los biólogos ante la definición de "razas humanas". que todavía es objeto de debate entre los científicos. Para Charles Darwin, todos los grupos humanos tienen un ancestro común porque el transformismo presupone un monogenismo generalizado: “Los naturalistas que aceptan el principio de la evolución [...] no dudan en reconocer que todas las razas humanas descienden de un tronco primitivo único” (The Descent of Man, pags. 192-193). En este contexto, sugiere descuidar la definición de raza y la caracterización de las razas. Señala, en trece autores (incluido Emmanuel Kant), la imposibilidad de ponerse de acuerdo sobre el número de razas humanas (la diferencia va de 2 a 63). Esto "prueba que estas razas se fusionan entre sí de tal manera que es casi imposible descubrir caracteres distintivos evidentes que las separen entre sí" (p. 191) 6 . En el simposio de la UNESCO de 1982, el genetista israelí Eviatar Nevo advirtió contra las ideologías que niegan la existencia de las razas tanto como las que abogan por la pureza racial.

## Razas y especies en peligro de extinción
Desde hace varios años, y en particular desde el Convenio de Río sobre la Diversidad Biológica, la FAO, la OIE, la ONU, ONG y ciertos organismos científicos internacionales (IUBS, IUCN, etc.) se han preocupado por la desaparición acelerada de especies domesticadas y particularmente las razas locales.
Por ejemplo, solo en Francia y en 100 años, el número de razas de ganado ha pasado de varios cientos a una docena en la década de 2000. Y cuando una "raza animal" queda, solo hay unos pocos individuos, es decir, la diversidad de su genética el patrimonio se ha empobrecido considerablemente, lo que va en detrimento de las capacidades de resiliencia ecológica de los agrosistemas y amenaza con dificultar la adaptación de la ganadería al cambio climático y las enfermedades.

## Listas de razas

### Mamíferos
- Lista de razas de gatos
- Lista de razas de vacas lecheras
- Lista de razas de perros
  - Razas de perros policía
  - Razas de perros de pelea
- Lista de razas de caballos
- Razas de gallinas
- Razas de pavos
- Razas de cobayas
- Cruces y cepas de ratas de laboratorio
- Variedades de ratas domésticas